# Caso Kume
El caso Kume (久米邦武筆禍事件, Kume Kunitake hikka jiken?) es una controversia universitaria que se desarrolló en Japón, en la era Meiji (1868-1912). Su objeto fue el análisis realizado por el historiador Kume Kunitake de los documentos históricos que recogen la fundación mítica de Japón. En la edición de octubre de 1891 de la revista Shigaku zasshi, Kume sostuvo que el shintō es una creencia religiosa anticuada. Esta afirmación produjo un escándalo en un país en el cual el poder establecido acababa de instaurar un sintoísmo de Estado en el cual uno de los pilares fundamentales era el origen divino de la línea dinástica imperial. Efectivamente, la republicación del artículo de Kume, el 25 de enero de 1892, en una revista dedicada a un gran número de lectores, hizo estallar una polémica pública. Atacado por los medios conservadores y religiosos y desprovisto de apoyo por parte del mundo académico, el profesor de la Universidad Imperial de Tokio se vio obligado a dimitir.
Para los historiadores que lo han estudiado desde aquel entonces, este caso supone un ataque a las libertades académicas y constituye uno de los principales casos de censura de la era Meiji.

## Contexto

### Evoluciones historiográficas

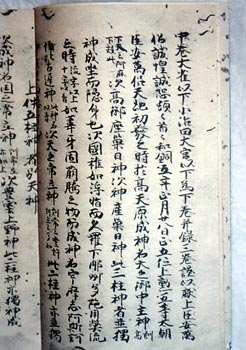
El Kojiki, publicado en 712, describe la historia de Japón y en él se incluye una Edad de los dioses.

La constitución adoptada por Japón en 1890 reposa sobre una lectura tradicional de la Historia de Japón. Según esta, el emperador proviene en línea directa de un primer emperador mítico: Jinmu. Este último habría fundado el país en -660 y sería el descendiente de la diosa shintō Amaterasu. La línea dinástica imperial tendría así un origen divino. El conjunto de esta mitología se encuentra desarrollado en la primera obra histórica japonesa: el Kojiki, que describe esta Edad de los dioses y que la asocia a la historia de Japón.
Desde el siglo, esta teoría histórica ha sido puesta en causa por varias generaciones de letrados neoconfucianistas. Sin rechazar totalmente la mitología ancestral, la escuela de Mito formuló las primeras críticas, pero éstas quedaron confinadas a un círculo de iniciados. Hayashi Razan, otro neoconfucianista de la misma época, propone, en su Honchō Tsugan publicado en 1644, una alternativa al origen divino de Jinmu. Según él, es Taibo de Wu, un príncipe chino, quien sería el verdadero Jinmu. Este último no tendría entonces ningún origen divino. Arai Hakuseki expone otra visión en su Tokushi Yoron, publicado en 1712, en el cual pone totalmente en causa el carácter sagrado de la Edad de los dioses. En él, opta por un enfoque cercano al del evemerismo, teoría según la cual los dioses son personajes reales, deificados después de su muerte, y postula que los seres divinos sobre los cuales trata el Kojiki son en realidad humanos. Otros intelectuales, como Yamagata Bantō y Data Chihiro, continúan, incluso en el siglo, poniendo en causa la veracidad de este mito confrontándolo a las «ciencias holandesas» (Rangaku).
El final de la época Edo (1603–1868) supone sin embargo la aparición de los estudios nativos o Kokugaku, cuya intención es la de honrar los clásicos japoneses. Motoori Norinaga, su promotor, permitió que esta escuela, gracias a sus trabajos, pudiera rivalizar intelectualmente con los neoconfucianistas. En 1798 publicó un libro de comentarios sobre el Kojiki: el Kojiki Den, en el cual insistía sobre la autenticidad de la Edad de los dioses. Su conocimiento profundo de los textos le permitió discreditar sus contradictores neoconfucianistas, y así consiguió asentar la reputación de las Kokugaku. Esta escuela de pensamiento continuó a adquirir influencia a principios del siglo XIX. En los años 1850, las referencias a la historiografía tradicional se banalizaron en el discurso político.

### La cuestión de las libertades en el campo de la educación
A nivel político, las ideas conservadoras regresaron a finales de los años 1880. El movimiento de occidentalisation, aparecido al principio de la era Meiji, retrocedió a favor de las tradiciones japonesas. La enseñanza formaba parte de los campos sobre los cuales el régimen político contaba apoyarse para asentar su autoridad, y en 1890 un Rescripto imperial sobre la educación pretendía proporcionar un marco moral a ésta.
A partir de entonces, se produjeron varios incidentes durante los años siguientes. En 1891, el enseñante Uchimura Kanzō, quien se negó a inclinarse ante un ejemplar del Rescripto, fue inducido a dimitir de su plaza en el Primer Instituto. Desde el punto de vista de sus detractores, su caso era aún más grave debido a su pertenencia al cristianismo. El año siguiente, el sacerdote Tamura Naoomi fue atacado en la prensa a causa de sus escritos realizados en Estados Unidos. También en 1891, un profesor de la Universidad Imperial de Tokio, Inoue Tetsujirō, se dio a conocer en la prensa por sus ataques contra los cristianos; a los cuales acusaba de carecer de lealtad hacia el emperador de Japón. El caso Kume intervino así en un contexto en el cual los elementos percibidos como extranjeros, sobre todo cuando estaban relacionados con la religión y la educación, eran atacados a menudo.
La polémica afectó también al sistema universitario japonés. Como los profesores que ejercían en las universidades eran meros funcionarios, su ministro de tutela, incluso cuando no intervenía directamente sobre los procesos de contratación y de ascenso laboral, era capaz de provocar el despido de una persona considerada como «indeseable». La constitución de 1890, que protege la figura del emperador, proporcionaba una base legal para incriminar toda persona que cuestionara los mitos sobre los cuales se apoya el régimen.

### Lugar de la historia en el régimen político

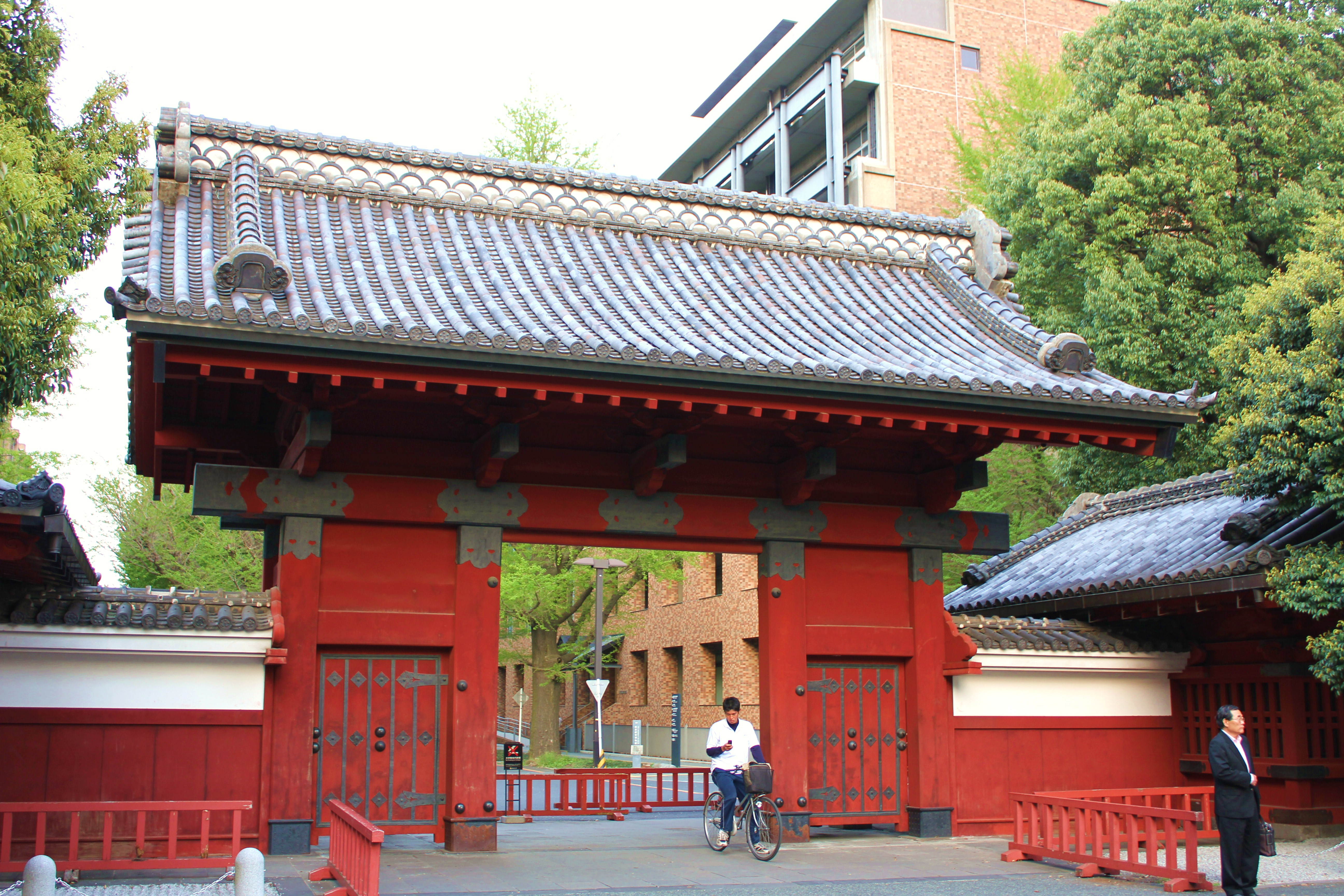
El Instituto historiográfico integró en 1888 la Universidad Imperial de Tokio, principal establecimiento de enseñanza superior del país.

Como otros regímenes políticos antes que él, el gobierno de Meiji estudiaba como utilizar la historia para confirmar su legitimidad. A partir de abril de 1869, el emperador Meiji hizo aparecer un rescripto en el cual indicaba su intención de publicar una obra en el mismo estilo que las Seis historias nacionales. Para alcanzar ese objetivo, un instituto histórico fue creado el mismo año. La mayoría de los historiadores que trabajaban en él provenían de la tradición neoconfucianista y estaban comprometidos políticamente, un gran número de ellos habían participado en la caída del régimen político precedente.
Durante los años 1870, el instituto histórico trabajaba muy poco en la escritura de una historia nacional. Su actividad estaba centrada en la recolección de fuentes escritas. Su funcionamiento evolucionó al integrar la Universidad de Tokio en 1888. Los historiadores Kume Kunitake, Hoshino Hisashi y Shigeno Yasutsugu trabajaban en el seno del departamento de historia de la universidad y dirigían los trabajos realizados en la entidad.
Entre esos historiadores, Kume Kunitake beneficia de una cierta notoriedad. Tomó parte en la misión Iwakura en 1871, y publicó un resumen de esa vuelta del mundo en 1878. También formó parte del segundo viaje, en el cual acompañó al emperador durante su gira nacional de 1880. El relato que escribió sobre ese viaje ha encontrado uno cierto éxito.

## La controversia

### Refutación de la historia oficial

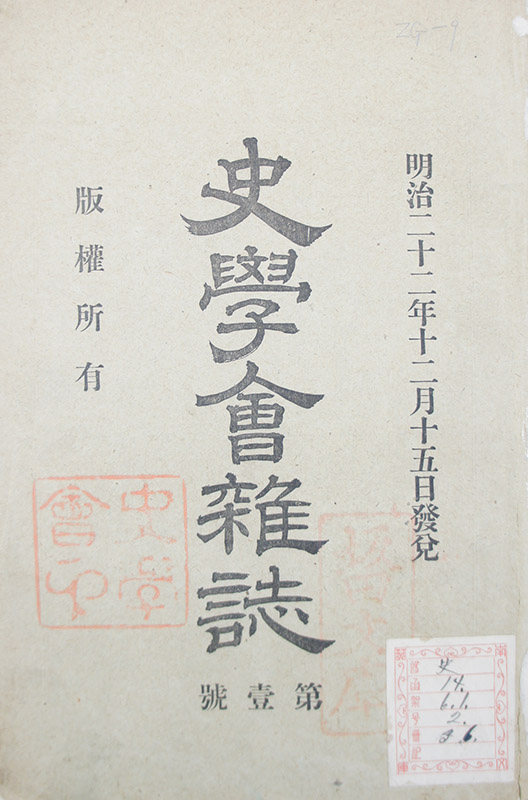
La revista Shigaku zasshi en la cual fue publicada por primera vez el artículo de Kume.

Desde 1889, la revista Shigaku zasshi, dirigida por Shigeno Yasutsugu, publicaba artículos históricos de investigadores ligados a la universidad de Tokio y reunidos en una sociedad de historia. En ella, los símbolos ideológicos del régimen eran atacados frecuentemente. El director de la publicación establecía su línea editorial al pedir, en el una de las ediciones de su revista, que se «borraran» de la historia de Japón algunos de sus héroes, como Kojima Takanori y Kusunoki Masashige. En este propósito fue seguido, por ejemplo, por Hoshino Hisashi quien, en 1890, afirmó que los ancestros de la línea dinástica imperial eran probablemente originarios de Corea, una tesis apoyada por un trabajo de investigación en el cual Kume participó. El artículo del historiador suscita inmediatamente respuestas críticas de la parte de historiadores Kokugaku así como de militantes políticos del Shintō que cultivaban un profundo resentimiento hacia ese grupo de historiadores. En cuanto a Kume, éste afirmaba, en el mismo periódico, que el Taiheiki, un relato histórico del siglo XIV, no podía ser utilizado como fuente fiable por los historiadores. Como era el caso para sus colegas, sus intervenciones eran criticadas por otros especialistas de la historia.
En octubre de 1891, la revista Shigaku zasshi publicó un artículo de Kume titulado « El Shintō, superstición de veneración del cielo » (神道ハ祭天ノ古俗?). Éste trataba, en parte, sobre los principios religiosos del shintō, religión ancestral de Japón. Kume afirmaba que el shintō no tiene una base moral como otras religiones: éste sería en ese caso, según él, menos evolucionado que otros sistemas de creencias llegados más tarde en el archipiélago, como el budismo o el neoconfucianismo. En estos dos últimos discerne sistemas morales mejor adaptados para acompañar el desarrollo de la sociedad. Por otra parte, siempre según su opinión, el shintō presenta elementos similares a los de otras religiones, lo cual no permitiría singularizar los Japoneses de los demás pueblos.
Kume va aún más lejos: ataca la base histórica de la religión oficial. Cuestiona la representación tradicional mitificada de la línea dinástica imperial, la existencia de ciertos emperadores e incluso de los kami, divinidades veneradas del shintō. De manera más general, denuncia los fundamentos del concepto de Kokutai, la «esencia nacional», promovida por los conservadores. Varias instituciones y símbolos de la religión de Estado son implícitamente el objeto de sus ataques: el santuario de Ise y los Tres Tesoros Sagrados de Japón, entre otros.
En su artículo, Kume pretende también proporcionar argumentos a favor de la escritura de una historia de las religiones según un enfoque positivista, y de una historia de Asia basada en estudios comparados. No obstante, su trabajo no está exento de fallos metodológicos: su utilización inexperta de fuentes japonesas y chinas revela un conocimiento limitado del shintō.
Después de su primera aparición, la publicación quedó confinada al círculo de los escasos especialistas de la historia religiosa de Japón, y ninguna reacción notable ha sido constatada.

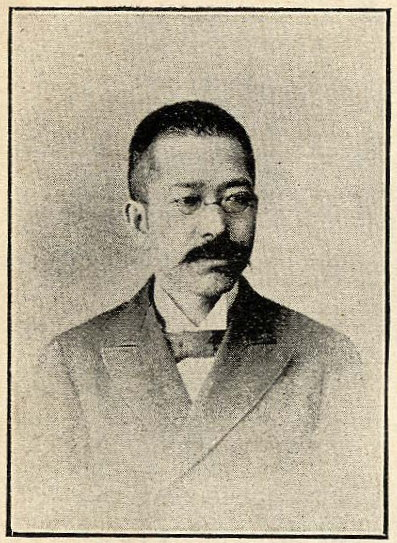
Taguchi Ukichi, responsable de la republicación del artículo de Kume.

La economista Taguchi Ukichi, una de las figuras del movimiento Bunmei-kaika, aportó un nuevo interés hacia el artículo de Kume al publicar una versión ligeramente adaptada en su revista Shikai (史海?) en enero de 1892. La revista de Taguchi había comenzado a publicarse un año antes, y estaba destinada al gran público. En ella se publican regularmente ensayos biográficos escritos por Taguchi, y una parte de su contenido está reservada a la comunicación entre lectores y autores. Después de los primeros números, las páginas del periódico acogieron también los escritos de historiadores profesionales, como Shigeno y Kume.
En su prefacio del artículo de Kume, Taguchi se muestra entusiasta, pero su presentación del texto es provocadora. Afirma que los « locos del shintō » no pueden permanecer sin reaccionar frente a esta crítica de su religión. Aunque indica no seguir las tesis de Kume, dice que decide publicar este artículo « para defender la libertad académica ».

### Desarrollo de la controversia
Esta segunda publicación provocó numerosas reacciones en los medios de comunicación. Así, entre el 20 de octubre de 1891 y el 9 de junio de 1893, se cuentan al menos 340 publicaciones diversas sobre el caso. La mayoría no están dirigidas contra Taguchi Ukichi, quien tomó la iniciativa de republicar el texto y firmó su provocadora introduccción, sino directamente contra Kume.
Los lectores de la revista Shikai apoyaron de forma mayoritaria el artículo de Kume; varias cartas de aprobación fueron publicadas en los números siguientes. Éstas se concentraron en la naturaleza de la devoción observada en los peregrinos que frecuentan el santuario de Ise, pero también cuestionarion la pertinencia de llevar a cabo investigaciones sobre los orígenes de la línea dinástica imperial. Por otro lado, otros periódicos se unieron a esta recepción positiva, y tomaron la defensa de Kume.
La prensa conservadora difundió la mayoría de las críticas negativas hacia el artículo. Éstas se focalizaron sobre los aspectos morales del asunto e ignoraron los argumentos científicos presentados por el autor. Partidarios del shintō organizaron manifestaciones de protesta ante el domicilio de Kume; entre ellos, se levantaron voces clamando contra la blasfemia.

## Consecuencias inmediatas

### Condenas políticas
El asunto provocó respuestas en el mundo político poco tiempo después de aparecer. Los seguidores del shintō trabajaron para obtener la renuncia por la parte de Kume de su plaza de la Universidad imperial de Tokio. A causa de ello, la Agencia imperial recibió más de una sesenta reclamaciones procedentes de 21 jefaturas, la mayoría escritas por sacerdotes. A partir del 3 de marzo, el ministerio de la educación ordenó a Kume presentar su dimisión, y el 5 de marzo el ministerio del Interior suspendió la publicación de varias revistas relacionadas con el caso, entre las cuales se encontraban Shigaku zasshi y Shikai. El 30 de marzo, Kume abandonó sus funciones como profesor.
El Instituto historiográfico, donde trabajaba Kume Kunitake, fue cerrado un año después del caso, bajo las órdenes de Inoue Kowashi, el ministro de la educación. En una carta dirigida al Primer ministro Itō Hirobumi, Kowashi justificaba esta decisión haciendo notar, sin designar a Kume por su nombre en ningún caso, el ultraje a la institución imperial que habrían constituido ciertos trabajos publicados por miembros de esa administración. De esta manera, los trabajos de varios colegas historiadores de Kume, entre los cuales se encontraban Shigeno y Hoshino, fueron cancelados.

### Confrontación con sintoistas del 28 de febrero de 1892
El 28 de febrero de 1892, cuatro miembros de la asociación shintō Dōseikan (道生館?), una escuela fundada por un alumno del teólogo Hirata Atsutane, una figura del Kokugaku, se presentaron en el domicilio de Kume. Kuramochi Jikyū, Hongō Sadao, Fujino Tatsuji y Hagyūida Morio no habían anunciado su visita, pero aun así Kume aceptó recibirlos. Las discusiones entre ellos tuvieron lugar durante cerca de cinco horas, y los debates giraban en torno a cuatro puntos: la tesis según la cual los dioses son sólo un producto de la imaginación humana, el papel central del santuario de Ise en la liturgia sintoísta, las raíces coreanas de los hilos de Amaterasu y el papel del budismo en el desarrollo religioso de Japón. Un resumen de este encuentro apareció en el Tokio Nichi Nichi Shimbun el 4 de marzo, y fue retomado por otros periódicos en lo sucesivo. Kume fue acusado de haber incumplido sus responsabilidades de profesor de la Universidad imperial de Tokio, de faltar de respeto hacia la persona del emperador, y de causar la confusión en el espíritu de los Japoneses. Los sintoístas querían también asociar Kume a dos movimientos extranjeros en Japón: el cristianismo (en oposición al Shintō japonés) y los Kangaku (o estudios chinos, en oposición de los Kokugaku de los cuales formaban parte).
Después del encuentro del 28 de febrero, Kume expresó su intención de publicar una carta de retractación. Aunque no contaba renegar del fondo de su artículo, indicó desear disipar la incomprensión que había suscitado. El 3 de marzo, su carta fue publicada en varios periódicos.

### Reacciones mediáticas divididas
Taguchi Ukichi prolongó el debate en las páginas de su periódico. El 12 de marzo, publicó un "Llamamiento a los shintoistas" (神道者諸氏につぐ?), que fue difundido por la revista Shikai y por otros periódicos. En él se pedía que las investigaciones sobre el tema de la historia antigua de Japón pudieran seguir desarrollándose, en el nombre de la libertad académica. También comparaba las reclamaciones de censura de los sintoístas con las acusaciones de herejía utilizadas por el cristianismo. El fondo del artículo original no era abordado, pero Taguchi ampliaba el tema incluyendo otras fuentes antiguas como el Kojiki.
Por su parte, los partidarios del shintō publicaban sus puntos de vista principalmente en dos revistas: Kokkō (国光?) y Kamunagara (佐天神?). La mayoría de los autores atacaban la supuesta ausencia de moral de Kume, o de ciertos de sus colegas, como Shigeno y Hoshino. El sacerdote Saeki Ariyoshi se desmarcó del resto de los adversarios de Kume al discutir el fondo del artículo, objeto del debate polémico. Ariyoshi señaló los defectos de la metodología del artículo, poniendo de manifiesto sus contradicciones, y subrayó el desconocimiento, por parte de Kume, de ciertos aspectos del shintō.

### Ausencia de apoyos por parte del mundo académico

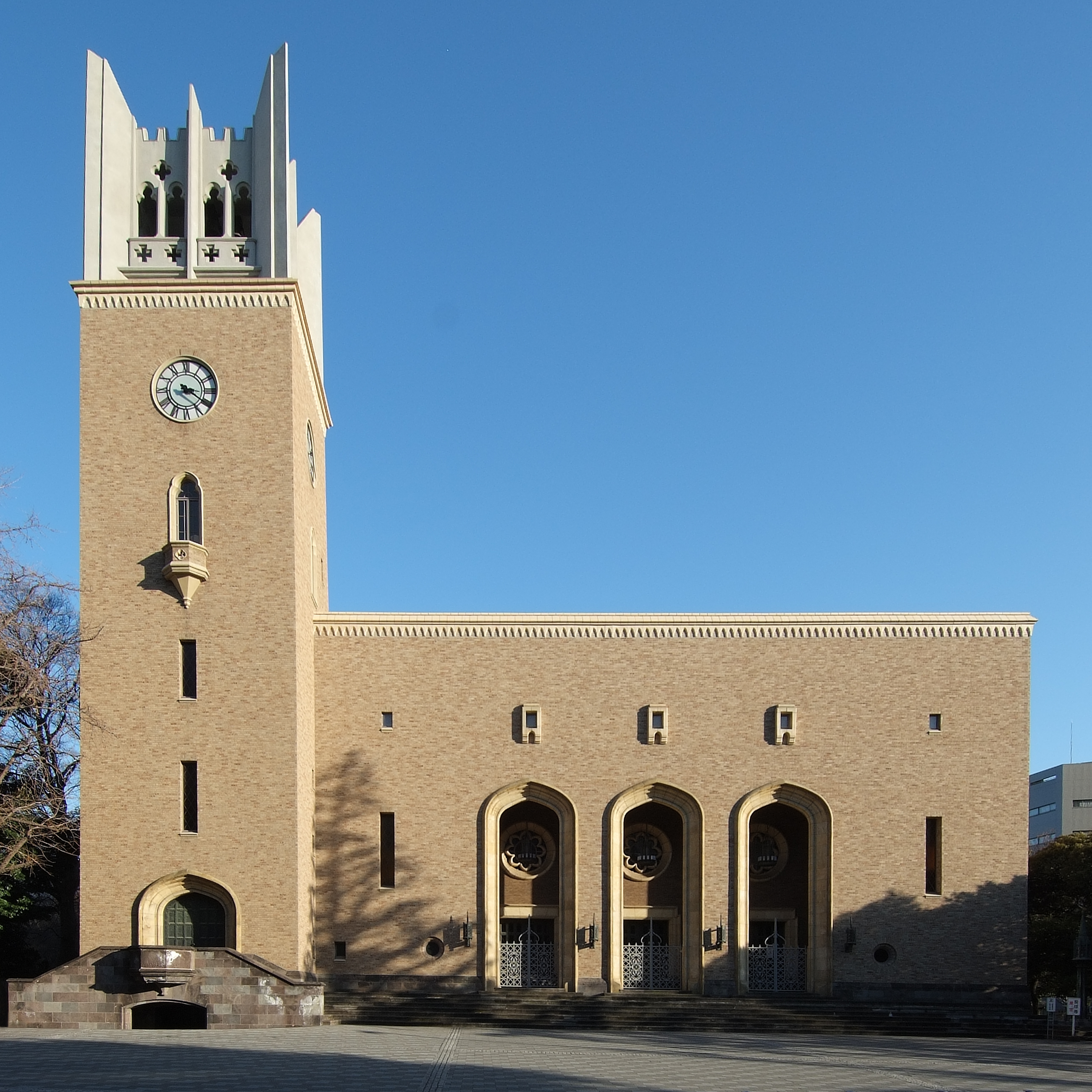
Después de su expulsión de la universidad de Tokio, Kume terminó su carrera en la universidad Waseda.

Los primeros apoyos en el medio universitario provinieron de los estudiantes de Kume. Uno de ellos, Ōmori Kingorō (大森金五郎?), llegó incluso a presentarse en su domicilio el 3 de marzo, al frente de un grupo de estudiantes, para ofrecerle su ayuda. Luego tuvo una reunión con el presidente de la Universidad Imperial de Tokio, Katō Hiroyuki, el cual se opuso al argumento de la libertad académica, afirmando en particular que los propósitos escritos sobre el santuario de Ise constituían un ultraje. Indicó sin embargo que Kume podría sin duda retomar su plaza una vez que la agitación decayera.
Sin embargo, esencialmente, pocos universitarios tomaron la defensa de Kume. El Instituto historiográfico, donde ejercía Kume, estaba todavía dividido entre varias escuelas de pensamiento. La influencia de Konakamura Kiyonori, representante de los Kokugaku, todavía prevalece, y algunos veían de manera positiva que se despidiera a un representante de un sistema de pensamiento que le hacía la competencia. La revista Waseda bungaku analizó el caso como un síntoma de la oposición entre representantes de la historia progresista y de la historia conservadora. La ausencia de reacción por parte de los miembros del instituto suscitó la indignación del diario Asahi Shinbun, acusando, en particular, a los colegas cercanos de Kume: Shigeno y Hoshino.
Después de su dimisión de la Universidad Imperiale de Tokio, Kume ejerció durante dos años en la Universidad de Saint-Paul. A continuación, aceptó proseguir su trabajo de estudios de documentos antiguos en el establecimiento de un de sus colegas: Ōkuma Shigenobu, que había fundado, diez años antes del comienzo del caso, la Universidad Waseda. En los años 1910 y Años 1920, sus publicaciones le valieron nuevamente el ser importunado por la Agencia imperial, el ministerio de la educación y el ministerio de Interior. Ciertos de sus libros fueron censurados o prohibidos en las bibliotecas públicas.

## Análisis históricos
Otros historiadores publicaron trabajos posteriores en los que intentaron analizar el caso. Kume habla de nuevo sobre él en sus memorias, publicadas en 1929. De las 2.200 páginas de la obra, solo las dos últimas páginas abordan el asunto. Su análisis consiste en decir que la controversia fue provocada debido al resentimiento generado contra los historiadores del Instituto historiographique. Según él, el caso no estaba ligado a un conflicto entre la institución estatal y el mundo académico.
El contenido del artículo de Kume fue muy poco comentado por los historiadores que analizaron el caso en lo sucesivo, y la mayoría de las investigaciones se concentraron en el contexto político de la época.
El primer trabajo sobre el caso fue publicado por Ōkubo Toshiaki en 1952 como parte de un trabajo sobre la censura durante la restauración imperial de antes de la guerra. Lo considera como uno de las cuatro mayores casos de censura de ese periodo. Según él, este caso es representativo de un doble enfrentamiento: aquel que opone la ideología de Estado y el mundo académico de la época, pero también el enfrentamiento entre dos escuelas académicas: los Kangaku (a los cuales estaba ligado Kume) y los Kokugaku (a los cuales estaban ligados los sintoístas). En 1954, Ishida Takeshi optó por un análisis minucioso, mostrando las tensiones generadas por la adopción del Rescripto imperial sobre la educación en 1890. Asocia el asunto Kume a otros asuntos del mismo tipo. Miyachi Masato insiste por su parte sobre los vínculos entre gobierno y shintō; afirmando que el caso proporcionó una oportunidad política a aquellos que intentaban reinstaurar un ministerio del shintō. En 1991, Kano Masanao y Imai Osamu retomaron la esencia de estos diferentes enfoques, pero insistiendo sobre el silencio de la comunidad universitaria de la época.

### Artículos conectados
- Sintoísmo de Estado
- Censura del imperio de Japón:
  - Casos relacionados con la religión: Motines Goho (ja) (1870 a 1873), Uchimura Kanzō (en) (1891), Tamura Naoomi (fr) (1892)
  - Casos relacionados con el mundo académico: Shigeno Yasutsugu (fr) (1890), controversia sobre las cortes del Norte y del Sur (fr) (1911), Incidente de Takigawa (en) (1932), Sōkichi Tsuda (fr) (1942)
  - Casos relacionados con la política: Incidente del discurso republicano (fr) (1898)

- Datos: Q11369638